# 우위화
우위화(중국어 간체자: 吴雨桦, 병음: Wú Yûhùa, 한자음: 오우화, 1987년 8월 1일 ~ )는 중국의 배우이다.